# Pézy
Pézy est une ancienne commune française située dans le département d'Eure-et-Loir en région Centre-Val de Loire. Elle disparaît le 1er janvier 2016 après création la commune nouvelle de Theuville.

## Géographie

### Situation

Situation géographique
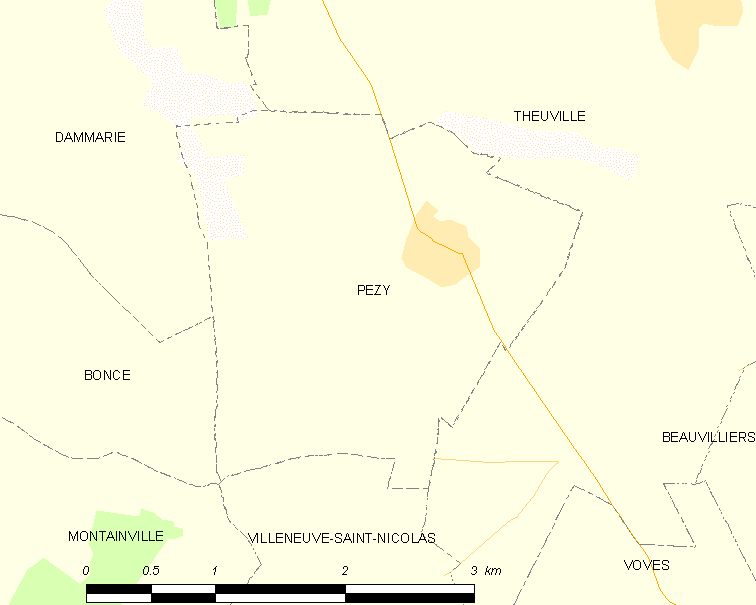
Carte de la commune de Pézy (2012).

### Communes limitrophes
| Dammarie | Theuville                |           |
| Boncé    | Pézy                     | Theuville |
|          | Villeneuve-Saint-Nicolas |           |

## Toponymie
Le nom de la localité est attesté sous les formes Pessiacum [Pesiacum] vers 1190 ; Peseium en 1223 ; Pessiacum en 1224 ; Pézy entre 1297-1774 ; Peseyum in Belchia en 1300 ; Pesei en 1532 ; Pezy en 1740 ; Paisi au XVIIIe siècle (Carte de Cassini), (la variante de Cassini correspond à la transcription phonétique de la prononciation indigène) ; Pézi en 1791.

## Politique et administration

### Liste des maires
| Période                                  | Période          | Identité              | Étiquette       | Qualité                    |
| ---------------------------------------- | ---------------- | --------------------- | --------------- | -------------------------- |
| janvier 1878                             | mai 1884         | Bouvet                |                 |                            |
| mai 1884                                 | mai 1896         | Lejars                |                 |                            |
| mai 1896                                 | mai 1900         | Bouvet                |                 |                            |
| mai 1900                                 | décembre 1919    | Ambroise de Saint-Pol | Action Libérale | Propriétaire agriculteur   |
| mai 1925                                 | mai 1935         | Raymond Lemoine       |                 |                            |
| mai 1935                                 | mai 1945         | Raymond Fleury        |                 |                            |
| 1959                                     | 1995             | Jean Durand           | DVD             | Agriculteur                |
| mars 2001                                | 2014             | Patrick Vallart       |                 |                            |
| mars 2014                                | 31 décembre 2015 | Michel Fonfreide      | SE              | Retraité Fonction publique |
| Les données manquantes sont à compléter. |                  |                       |                 |                            |

## Population et société

### Démographie
L'évolution du nombre d'habitants est connue à travers les recensements de la population effectués dans la commune depuis 1793. À partir du 1er janvier 2009, les populations légales des communes sont publiées annuellement dans le cadre d'un recensement qui repose désormais sur une collecte d'information annuelle, concernant successivement tous les territoires communaux au cours d'une période de cinq ans. 
Pour les communes de moins de 10 000 habitants, une enquête de recensement portant sur toute la population est réalisée tous les cinq ans, les populations légales des années intermédiaires étant quant à elles estimées par interpolation ou extrapolation. Pour la commune, le premier recensement exhaustif entrant dans le cadre du nouveau dispositif a été réalisé en 2007,.
En 2013, la commune comptait 244 habitants, en évolution de −2,4 % par rapport à 2008 (Eure-et-Loir : +1,94 %, France hors Mayotte : +2,49 %).
| 1793 | 1800 | 1806 | 1821 | 1831 | 1836 | 1841 | 1846 | 1851 |
| ---- | ---- | ---- | ---- | ---- | ---- | ---- | ---- | ---- |
| 150  | 166  | 175  | 176  | 167  | 168  | 159  | 161  | 171  |

| 1856 | 1861 | 1866 | 1872 | 1876 | 1881 | 1886 | 1891 | 1896 |
| ---- | ---- | ---- | ---- | ---- | ---- | ---- | ---- | ---- |
| 170  | 175  | 201  | 200  | 188  | 190  | 183  | 205  | 220  |

| 1901 | 1906 | 1911 | 1921 | 1926 | 1931 | 1936 | 1946 | 1954 |
| ---- | ---- | ---- | ---- | ---- | ---- | ---- | ---- | ---- |
| 224  | 235  | 233  | 196  | 209  | 195  | 171  | 178  | 183  |

| 1962 | 1968 | 1975 | 1982 | 1990 | 1999 | 2007 | 2012 | 2013 |
| ---- | ---- | ---- | ---- | ---- | ---- | ---- | ---- | ---- |
| 166  | 133  | 129  | 105  | 181  | 187  | 247  | 245  | 244  |

## Culture locale et patrimoine

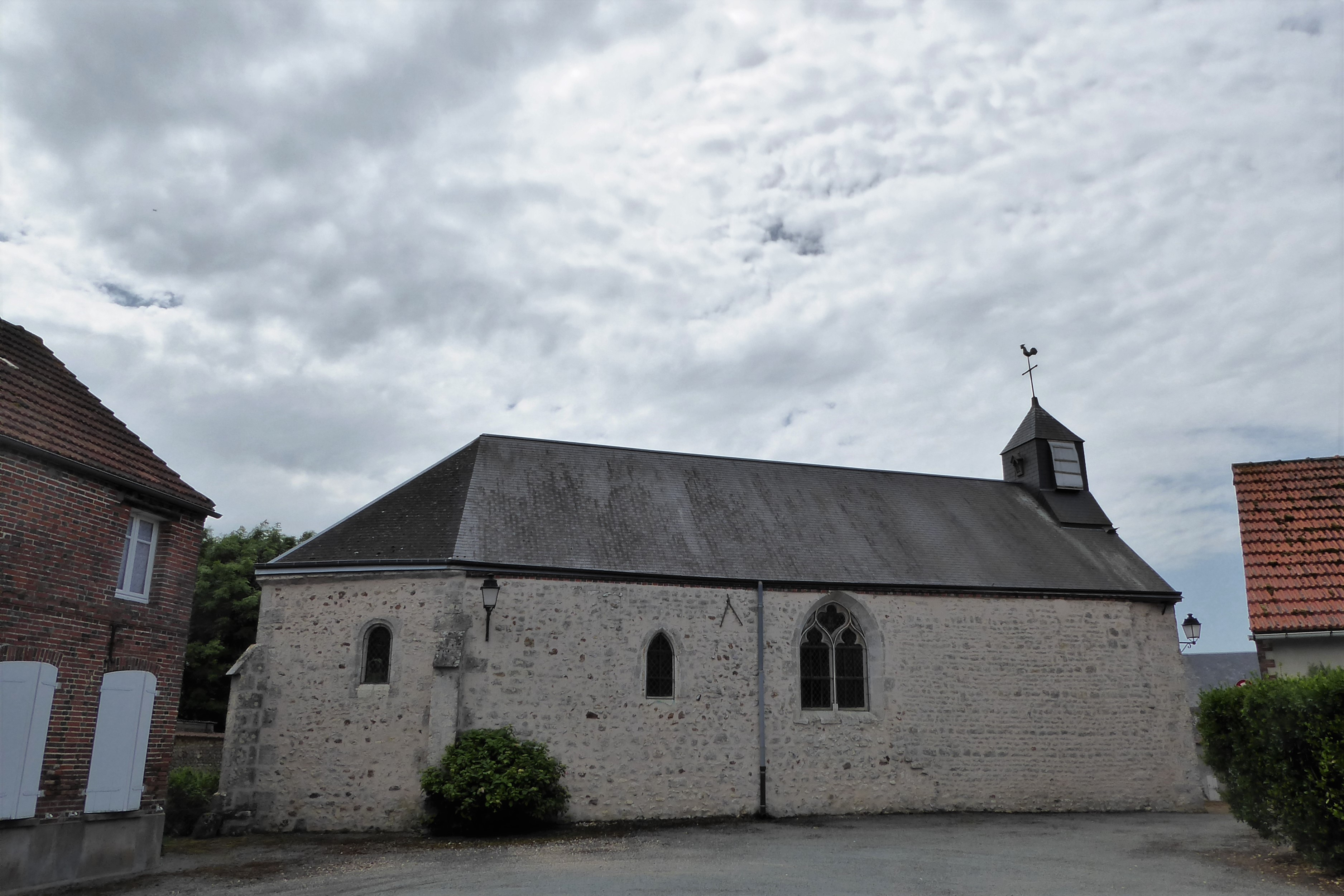
L'église Saint-Taurin.

### Lieux et monuments
- Église Saint-Taurin.

### Personnalités liées à la commune
- Ambroise de Saint-Pol (Abbeville, 1857 - Pézy, 1924), député d'Eure-et-Loir de 1902 à 1910[11].

## Honneur
L'astéroïde (39641) Pézy est nommé d'après l'ancienne commune de Pézy.